# Спата
Спата је врста правог и дугог мача, дужине од 0,75 до 1 метра. Коришћен је током првог миленијума нове ере у Европи, а на територији Римског царства до око 600. године. Каснији мачеви од 600. до 1000. године, попут викиншког мача су у суштини биле копије спате.

## Етимологија
Реч је настала од латинске речи spatha, која потиче од старогрчке речи грч. σπάθη (spáthē), која значи „било које сечиво, од дрвета или метала“ али и „велико сечиво мача“.

## Римско царство
Спата је коришћена у рату и у гладијаторским борбама. У литератури спата се у Римском царсту први пут среће у првом веку нове ере као оружје које су користили у борбама са германским помоћних јединица а временом је постао стандардно тешко оружје, чиме је потиснут гладијус.
Велики број спата је пронађен у Немачкој и Британији. Интензивно су га користили немачки ратници. Нејасно је да ли је настао од помејског гладијуса или од келтског мача. Спата је била веома популарна током велике сеобе народа. Највероватније је временом еволуирао у витешки мач у касном средњем веку око 1100. године. Детаљи производње спате су данас непознати.
Спата је уведена у римску војску почетком царског периода када се келтска коњица борила заједно са римском војском носећи претечу овог мача. Рани гладијус мачеви је био замењен спатом у периоду између краја другог и почетка трећег века, када су легионари и коњаници почели да носе спате на левој страни заменивши стари концепт са штитом скутумом и гладијусом.
Током империјалног периода, Римљани су усвојили грчки назив спата за овакав мач. Спата се први пут појавила код Плинија Старијег и Сенеке са различитим значењима: лопата, метало-прерађивачки алат, палмин лист и тако даље. Реч спата са значењем мача се први пут појавила код Тацита.
Чак 90 мачева је пронађено на археолошкој локацији Нидам Моз у Данској 1858. Имали су облик спате и због тога су названи римским мачевима. Датирали су из периода 200. - 400. године нове ере.